# Sky (sistemas de televisión)
Sky es un sistema de televisión satelital que actualmente opera en México, Brasil, Centroamérica y el Caribe. 

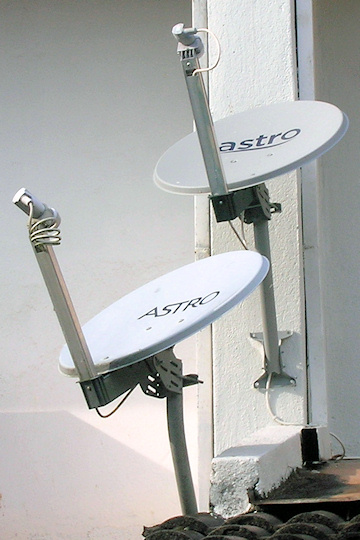
Dos Antenas Parabólicas Satelitales Residenciales en México del Sistema SKY México.

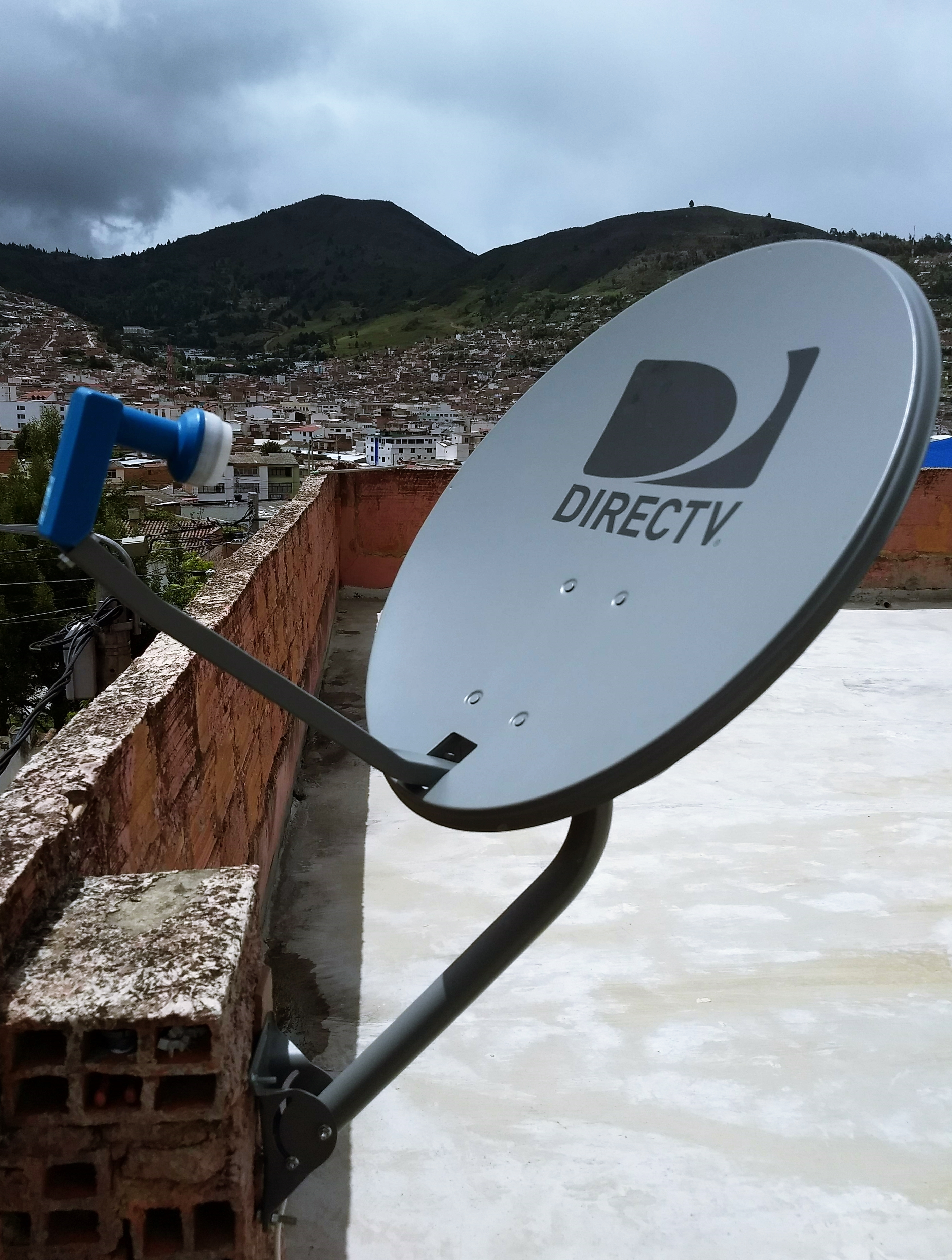
Mini Antena Parabólica Satelital Residencial de Tipo Offset Receptora de TV Satelital del Sistema SKY México.

Logo SKY utilizado desde 2003 hasta 2016.

Logo SKY utilizado desde 2016 al 2022.

Desde diciembre de 2005, DIRECTV fue socio accionista de Sky México y de Sky Brasil, por lo tanto Sky fue considerada dentro de la división Latinoamérica de DIRECTV.
Actualmente Sky Brasil es operado por Vrio, una subsidiaria del  Grupo Werthein.
Por su parte Sky México es operado por la empresa Televisa que tiene el 58.7% de las acciones y por Vrio que posee el 41.3% de las acciones.

## Historia
Sky es marca originaria de México y su sistema se basa en transmisión de Televisión por vía satélite y se transmite en algunos países de Latinoamérica bajo una codificación de Señal que puede ser decodificada tras un aparato decodificador.

### México

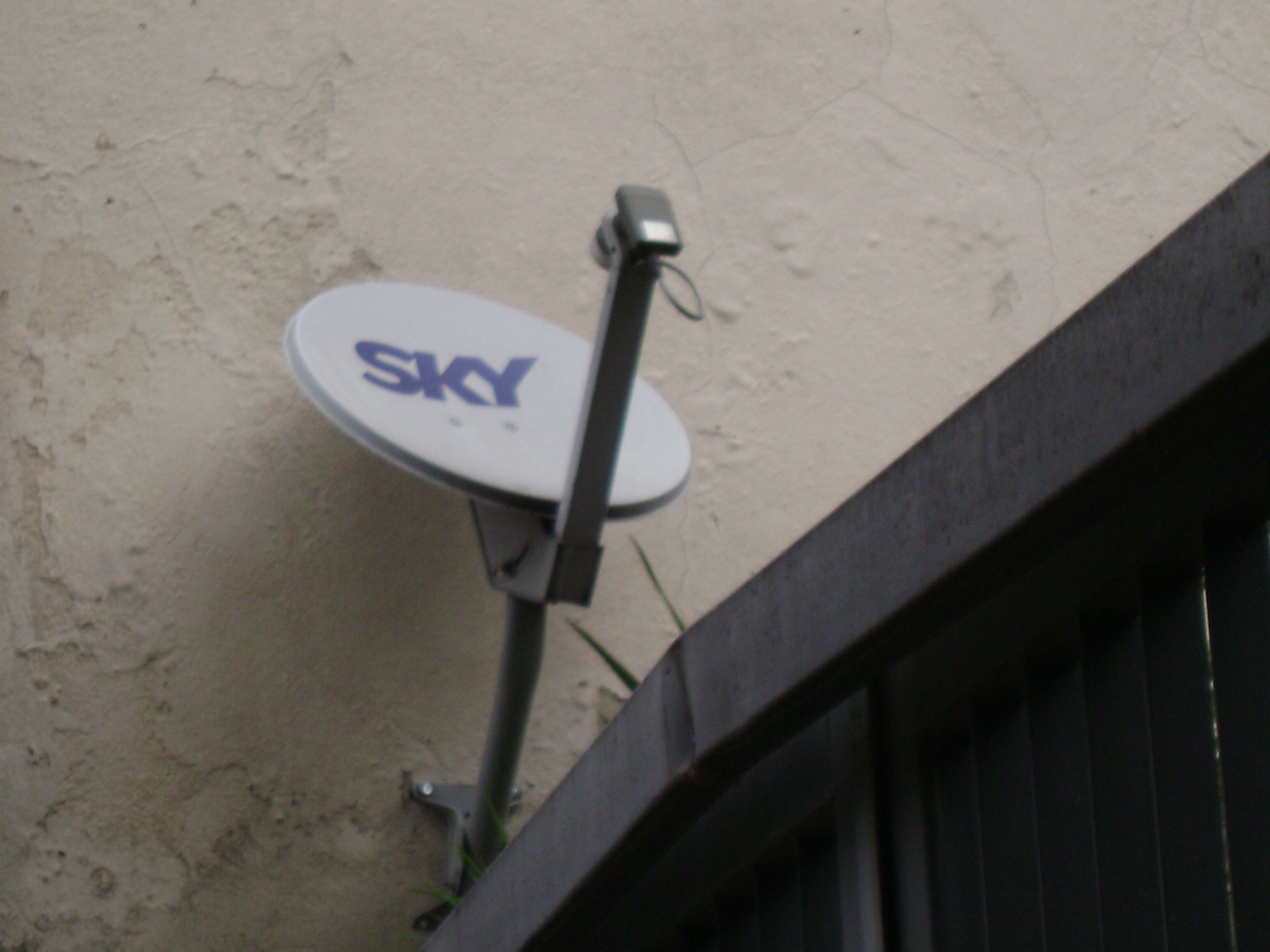
Nueva antena parabólica gris en tamaño menor, característica del Sistema SKY México.

En México fue fundada el 25 de julio de 1996, mediante un acuerdo entre News Corporation, Liberty Media y Grupo Televisa, siendo lanzada el 15 de diciembre de 1996. El 13 de noviembre de 1997 lanzó el servicio en Colombia y el 27 de noviembre de 2000 en Argentina. Desde 2004, se empezó una fusión entre DIRECTV y SKY en varios países de América Latina. Anteriormente DIRECTV operaba en México, teniendo los derechos exclusivos de transmisión del Mundial FIFA Corea-Japón 2002 tuvo un crecimiento rápido pero al mismo tiempo pequeño, ya que fue la primera vez que el mundial de fútbol era transmitido de manera restringida en México. Terminado el campeonato los suscriptores terminaron su contrato, pero aún gozaba de mercado sin embargo, en 2004 esta última compañía se dio a la quiebra y así Sky tomó posesión de los clientes de DIRECTV, convirtiéndose en el único proveedor de este servicio en el país (DTH).
DIRECTV se quedó sin poder transmitir gran parte del fútbol local, telenovelas, series, caricaturas, videos musicales, programas de variedad, etc. producidos en México, manteniendo solo los que hacia TV Azteca en sus canales 7 y 13. DIRECTV se convirtió en un prestador de servicios de canales internacionales americanos, principalmente, al igual que Sky, pero sin los canales locales más demandados y sustituidos por los canales españoles, chilenos y demás países latinoamericanos, que no fueron del agrado de las audiencias mexicanas.
Sky al fusionarse con DIRECTV se hace de los derechos exclusivos del Mundial FIFA para Alemania 2006 y Sudáfrica 2010, además de otros eventos deportivos como toda la liga local de fútbol, la liga española, boxeo, etc. lo que da un repunte en su demanda y el monopolio se acrecentó. Como monopolio su tarifa no es muy accesible, es más del doble que tener tv por cable. Actualmente tiene como rival de mercado a Dish México que entró al país con Telmex de Carlos Slim, con un menor precio por lo que Sky respondió con los paquetes y antenas de bajo precio llamado "Ve TV por Sky" que tiene como requisito el pago por adelantado, denominado "recargas", y paquetes específicos por tema o gustos en el sistema Sky, más baratos con denominación "Mi Sky". La transmisión de los canales de Televisa por parte de Dish México aún no es seguro, ya que, aunque ya los transmite, Televisa y Sky quieren hacer lo mismo que con DIRECTV.

### Brasil

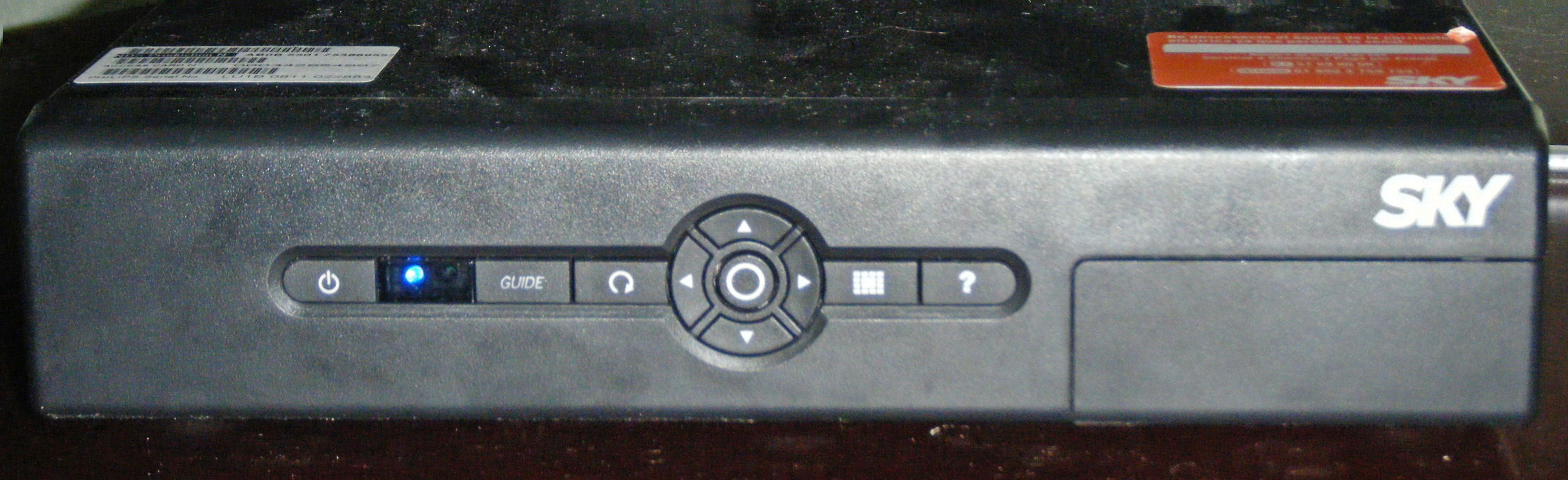
Decodificador de SKY Latinoamérica.

SKY fue lanzado en Brasil en 1996, siendo propiedad de British SKY Broadcasting, Liberty Media y Globo Comunicações e Participações. En Brasil ambos sistemas se fusionaron, quedando en un principio con el nombre de SKY+DirecTV, posteriormente pasó a llamarse simplemente SKY.

### Chile
Sky Chile fue inaugurada en septiembre de 1998, con transmisiones en directo de los partidos del Campeonato Nacional Banco del Estado en forma exclusiva con la conducción de Rodrigo Astorga, los relatos de Sebastián Luchsinger y Claudio Palma (relator en Chilevisión y TNT Sports) y los comentarios de Rodrigo Sepúlveda, Rodrigo Norambuena y Luka Tudor. Sky TV Satelital competía con Metrópolis Intercom y VTR Cablexpress. A fines de 2002 perdió los derechos de transmisión del torneo (a partir de 2003 pasaron a ser emitidos por el naciente CDF) y se fue en debacle. En marzo de 2005, Sky se fusionó con DirecTV y desapareció. De esta manera, DirecTV Chile se convirtió en la única empresa de televisión satelital en Chile hasta la llegada de Zap TV (actual Claro), Telefónica TV Digital (actual Movistar TV), TuVes HD y Entel Chile.
En la actualidad, los partidos de fútbol producidos por SKY son reeditados y reemitidos en TNT Sports, sucesor del CDF.

### Colombia
Sky Colombia fue lanzada oficialmente en agosto de 1997 y sus servicios consistían de una oferta de 103 canales de video, incluyendo los de vídeo bajo demanda (PPV) con 35 canales de audio, cada uno con música especializada. La empresa estaba compuesta por una compañía conjunta entre la Organización Globo, el Grupo Televisa, The News Corporation y Tele Communications International (TCI). Para su ingreso al país, Sky firmó acuerdos con la Casa Editorial El Tiempo, la radiodifusora RCN Televisión y las empresas de televisión RTI Producciones, y Datos y Mensajes. Debido a estas alianzas, Sky se convirtió en el único proveedor de televisión en ofrecer los canales Fox, Fox Kids, Fox Sports Américas, Casa Club, Canal de las Estrellas, ECO, Conexión Financiera, HTV, Animal Planet, TNT, USA Network, CNN International, ESPN, ESPN 2, Nickelodeon, MTV Latinoamérica y Discovery Channel como canales exclusivos.
En junio de 2005, la Autoridad Nacional de Televisión (ANTV) aprobó la fusión entre Sky y DirecTV.

### Argentina
Sky Argentina inició sus operaciones en noviembre de 2000 con la transmisión en vivo del Torneo Argentino A en forma exclusiva con relatos de Gabriel Anello (actual relator del Super Mitre Deportivo de Radio Mitre) y cesó su servicio el 10 de julio de 2002, debido a la crisis económica de 2001. Desde el inicio, invirtió más de 150 millones de pesos. Actualmente hay solo dos proveedores de televisión satelital, uno es DirecTV y el otro es INTV.

### Centroamérica y el Caribe
Desde mediados de 2007, DirecTV a través de Sky México se ha expandido a Centroamérica y El Caribe a países como Costa Rica, República Dominicana, Nicaragua, Guatemala, Panamá, El Salvador y Honduras. En cada país transmite sus respectivos canales nacionales, excepto en algunos países. Posiblemente entren al mercado de Puerto Rico con la adquisición de los activos de DirecTV de Liberty Media.